# Vera Menchik
Vera Menchik (en txec: Věra Menčíková; en rus: Ве́ра Фра́нцевна Ме́нчик, Vera Fràntsevna Méntxik) (16 de febrer de 1906 - 27 de juny de 1944) fou una jugadora d'escacs txeco-britànica, coneguda pel fet de ser la primera Campiona del món d'escacs. Va competir en torneigs d'escacs contra alguns dels millors mestres masculins del moment, i en va derrotar molts, inclòs per exemple el futur campió del món Max Euwe.

## Primers anys
Filla de pare de txec i mare britànica, Vera Menchik va néixer a Moscou però després de la Primera Guerra Mundial i la Revolució Russa, passà amb la seva família a Anglaterra el 1921. El seu pare li va ensenyar a jugar als escacs quan tenia nou anys i, l'any de la seva arribada a Anglaterra, a l'edat de quinze anys, guanyà el campionat britànic femení. L'any següent, esdevingué alumna de Géza Maróczy, considerat un dels millors mestres d'escacs de les primeres dècades del segle xx.

## Campionat del món femení
Va guanyar el primer Campionat del món femení, i va defensar el seu títol reeixidament sis vegades en cadascun de la resta de campionats que va jugar en la seva vida, en els quals només va perdre una partida, mentre en guanyà 78 i n'entaulà quatre.
- 1927, representà Rússia al 1r Campionat del món femení a Londres, on hi quedà en 1r lloc amb (+10 −0 =1).
- 1930, representà Txecoslovàquia al 2n Campionat del món femení a Hamburg, on hi fou 1a amb (+6 −1 =1).
- 1931, representà Txecoslovàquia al 3r Campionat del món femení a Praga on hi obtingué el 1r lloc amb (+8 −0 =0).
- 1933, representà Txecoslovàquia al 4t Campionat del món femení a Folkestone on hi obtingué el 1r lloc amb (+14 −0 =0).
- 1935, representà Txecoslovàquia al 5è Campionat del món femení a Varsòvia on hi obtingué el 1r lloc amb (+9 −0 =0).
- 1937, representà Txecoslovàquia al 6è Campionat del món femení a Estocolm on hi obtingué el 1r lloc amb (+14 −0 =0).
- 1939, representà Anglaterra al 7è Campionat del món femení a Buenos Aires on hi obtingué el 1r lloc amb (+17 −0 =2).

Va guanyar dos matxs pel títol mundial contra Sonja Graf; (+3 −1 =0) a Rotterdam 1934, i (+9 −2 =5) a Semmering 1937. Sonja Graf era la segona millor jugadora femenina al món a l'època i era entrenada pel llegendari Siegbert Tarrasch, però mirant tant les partides com el resultat final, el seu nivell de joc era completament diferent. Menchik era molt millor jugadora que qualsevol altra dona del seu temps.
A aquesta observació donava suport el quart Campió mundial Aleksandr Alekhin, qui, escrivint sobre una de les victòries de Menchik contra Sonja Graf el 1939, escrivia que "és totalment injustificat pretendre que una jugadora de superclasse com la Sra. Menchik hagi de defensar el seu títol any rere any en torneigs integrats per jugadores de nivell molt inferior". Alekhin es referia en concret al setè Campionat del món femení.

## Resultats en torneigs internacionals
Començant el 1929, va participar en un cert nombre de Torneigs de Hastings. La següent és una llista dels seus resultats a Hastings, any per any;
- Hastings 1929, 9è lloc d'entre 10 jugadors, (+2 =3 -4).[2]
- Hastings 1931, empat als llocs 5è-8è d'entre 10 jugadors, (+3 =2 -4).[3]
- Hastings 1932, empat als llocs 6è-8è d'entre 10 jugadors, (+2 =3 -4).[4]
- Hastings 1933, 8è lloc d'entre 10 jugadors, (+2 =1 -6).[5]
- Hastings 1934, 8è lloc d'entre 10 jugadors, (+1 =4 -4).[6]
- Hastings 1936, empat als llocs 9è-10è d'entre 10 jugadors, (+0 =5 -4).[7]

El torneig més fort en el qual Menchik va participar fou el de Moscou de 1935, al qual hi jugaven els Campions del món Botvinnik, Capablanca, i Lasker, així com un estol de jugadors d'elit i futurs Grans Mestres com ara Flohr, Ragozin, Spielmann, Levenfish, Lilenthal, etc. En aquest torneig, Menchik hi acabà en últim lloc, 20a d'entre 20 competidors, amb un resultat de (+0 =3 -16).
D'altres torneigs internacionals rellevants en què participà inclouen Karlsbad el 1929, on hi acabà 22a d'entre 22 jugadors, amb un resultat de (+2 =2 -17)., i Lodz el 1938, on hi fou 15a d'entre 16, amb un resultat de (+1 =5 -9).
El millor resultat de Menchik en un torneig internacional arribà a Ramsgate 1929, un torneig per sistema Scheveningen. amb un equip de 7 jugadors competint contra un altre de també 7. Menchik acabà amb un resultat gairebé perfecte de (+3 =4 -0). El 1934 acabà en 3r lloc d'entre 9 jugadors a Maribor, darrere de Lajos Steiner i Vasja Pirc, però per davant de Rudolph Spielmann i Milan Vidmar, amb un resultat de (+3 =4 -1). El 1942 guanyà un matx contra Jacques Mieses (quatre victòries, cinc taules, una perduda). Caldria mencionar, tanmateix, que Mieses tenia 77 anys a l'època, i ja no participava activament en torneigs.

## El Club Vera Menchik
Quan el 1929, Menchik va ser acceptada com a participant en el Torneig de Carlsbad de 1929, el mestre vienès Albert Becker ridiculitzà la seva entrada proposant que els jugadors als quals Menchik derrotés en partida de torneig haurien d'afiliar-se al Vera Menchik Club. En el mateix torneig, resultà que Becker fou ell mateix el primer membre del "club". D'altres forts jugadors derrotats per Menchik foren Conel Hugh O'Donel Alexander, Abraham Baratz, Eero Böök, Edgard Colle, Max Euwe, Harry Golombek, Mir Sultan Khan, Frederic Lazard, Jacques Mieses, Philip Stuart Milner-Barry, Karel Opočenský, Brian Reilly, Samuel Reshevsky, Friedrich Sämisch, Lajos Steiner, George Alan Thomas, William Winter, i Frederick Yates.

## Darrers anys i mort
El 1937, als 31 anys, Vera Menchik es casà amb Rufus Henry Streatfeild Stevenson (1878 –1943), vint-i-vuit anys més gran que ella, i que era l'editor de subscripcions de British Chess Magazine, membre del Club d'Escacs de Londres Occidental, i posteriorment, secretari honorífic de la Federació Britànica d'Escacs.
La germana més jove de Vera Menchik, Olga fou també jugadora d'escacs de torneig. El 1944, quan la Gran Bretanya s'estava acostant el seu sisè any a la Segona Guerra Mundial, i Vera tenia 38 anys, havent enviudat l'any anterior, i ostentant encara el títol mundial femení, les dues germanes i la seva mare varen morir en un bombardeig estratègic de coets V-1 que destruí casa seva al 47 de Gauden Road, a l'àrea de Clapham, South London.
El trofeu per a l'equip guanyador de l'Olimpíada d'escacs femenina és conegut com la Copa Vera Menchik.

## Partides notables
- Frederic Lazard vs Vera Menchik, Paris 1929, obertura Bird: gambit From (A02), 0–1, una bonica combinació en una posició oberta deixa en Lazard amb alfil de menys.
- Mir Sultan Khan vs Vera Menchik, Hastings 1931, gambit de dama refusat (D35), 0–1. Una partida aguda amb atacs a ambdós flancs. Finalment, Menchik pot promocionar el seu peó passat.
- Vera Menchik vs George Alan Thomas, Podbrady 1936, defensa eslava (D11), 1-0. Menchik corona un altre peó passat en un final de torres.